# Дунів (Чортківський район)
Ду́нів — село в Україні, у Заліщицькій міській громаді Чортківського району Тернопільської області. Розташоване на річці Серет, на сході району. До 2020 року адміністративний центр Дунівської сільської ради, якій були підпорядковані села Вигода та Щитівці.
Населення — 427 осіб (2001).

## Історія
Поблизу Дунева виявлено археологічні пам'ятки трипільської, черняхівської та давньоруської культур.
Перша писемна згадка — 1440.
Восени 1648 мешканці села Кулаківці (нині село у Чортківському районі) розгромили у Дуневі маєток місцевого пана.
Діяли товариства «Просвіта», «Луг», «Сільський господар», кооператива.
12 червня 2020 року, відповідно до розпорядження Кабінету Міністрів України № 724-р «Про визначення адміністративних центрів та затвердження територій територіальних громад Тернопільської області» увійшло до складу Заліщицької міської громади.
19 липня 2020 року, в результаті адміністративно-територіальної реформи та ліквідації Заліщицького району, увійшло до складу новоутвореного Чортківського району.

## Пам'ятки
Є церква святого священномученика Йосафата (1994), каплиця святого Юрія (відновлена 1991).

## Пам'ятники
Споруджено пам'ятник воїнам-односельцям, полеглим у німецько-радянській війні (1967), встановлено хрест на честь скасування панщини.

## Соціальна сфера
Діють загальноосвітня школа І-ІІ ступенів, клуб, бібліотека, торговельний заклад, ТОВ «Добробут».

## Народилися
- Ляхович Теодосій — український громадський діяч, журналіст, педагог
- Ференц Ігор Володимирович — (1992—2023) — український військовик, 3 штурмова бригада АЗОВ.
- Мельник Юрій Васильович-(1982-2025)-український військовик, 35 ОСБ.

## Галерея

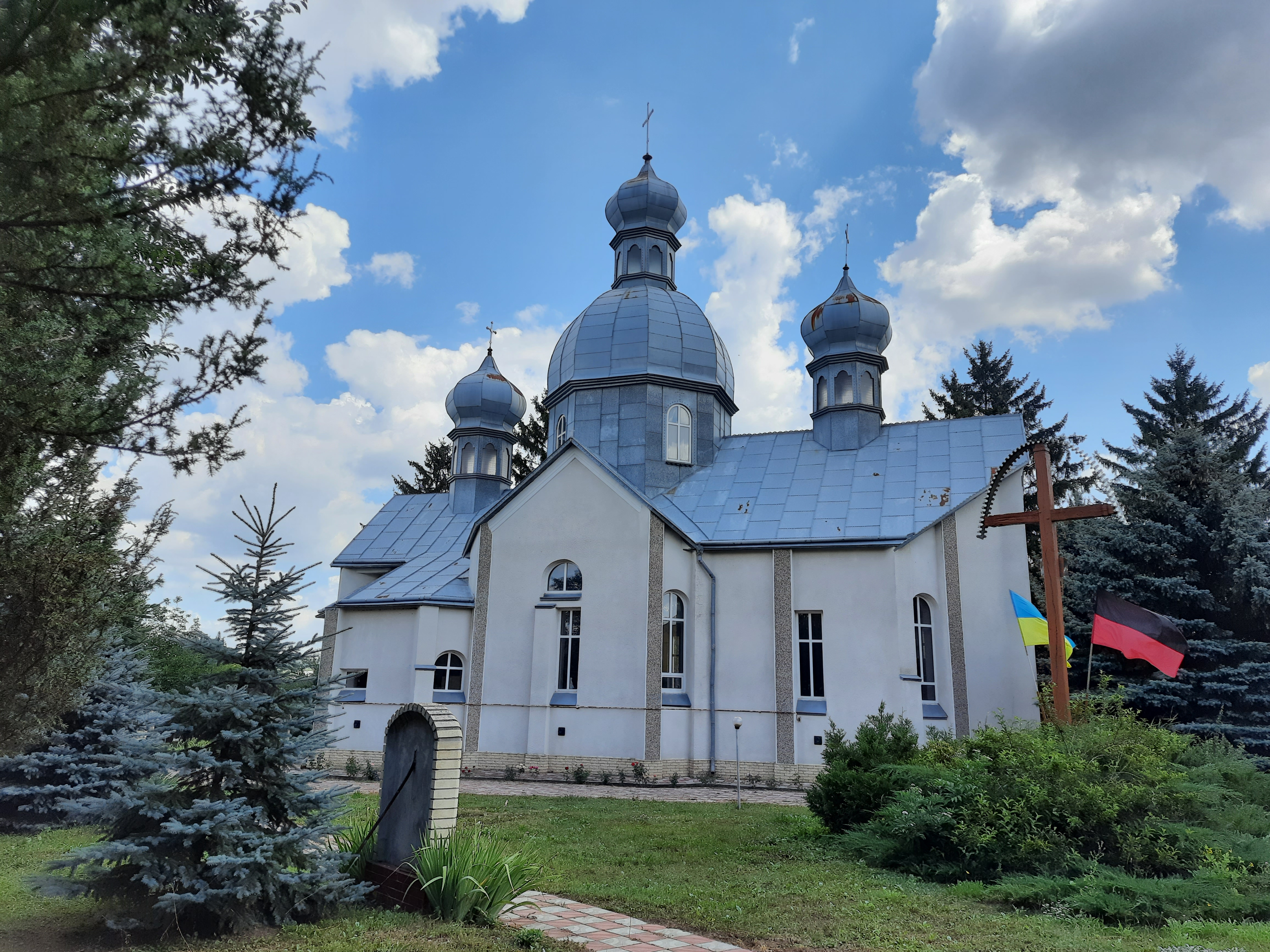
Церква святого Йосафата
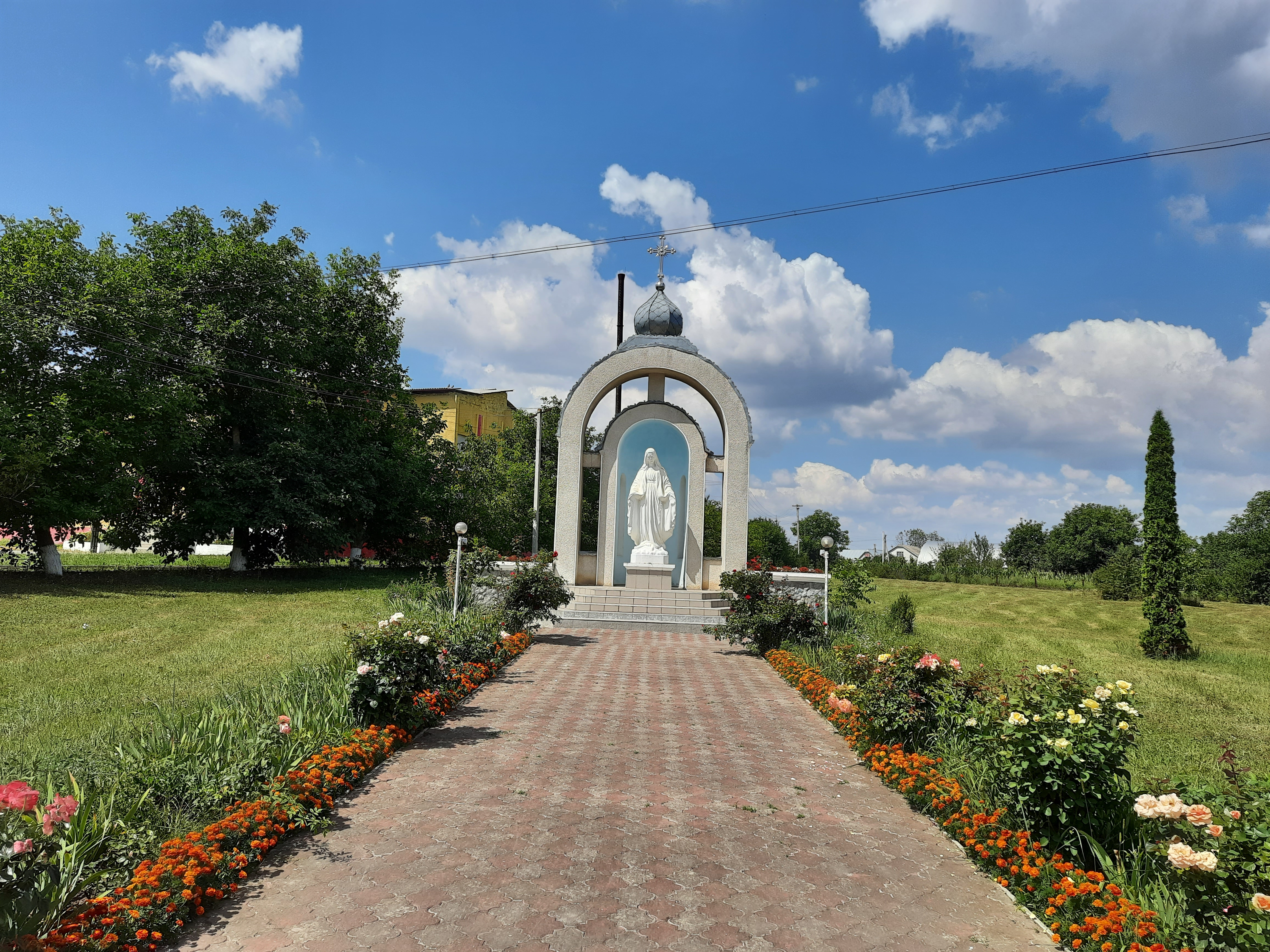
Статуя Божої Матері
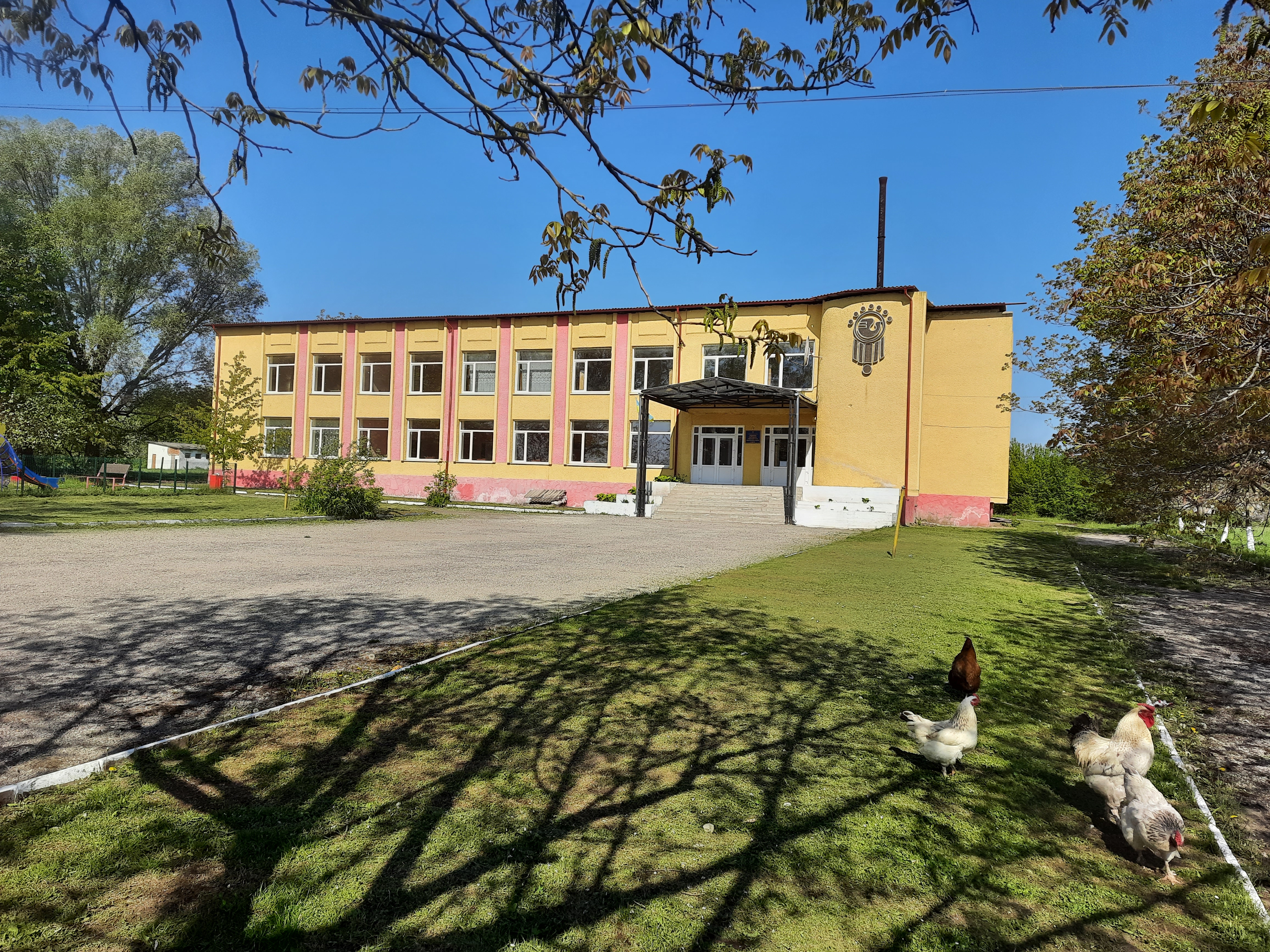
Будинок культури

## Джерело
- Безгубенко О., Коропецька У., Мельничук Б. Дунів // Тернопільщина. Історія міст і сіл : у 3 т. — Тернопіль : ТзОВ «Терно-граф», 2014. — T. 2 : Г — Л. — С. 171—172. — ISBN 978-966-457-228-3.
- Олійник В., Ониськів М. Дунів // Тернопільський енциклопедичний словник : у 4 т. / редкол.: Г. Яворський та ін. — Тернопіль : Видавничо-поліграфічний комбінат «Збруч», 2004. — Т. 1 : А — Й. — С. 546. — ISBN 966-528-197-6.
- Duninów // Słownik geograficzny Królestwa Polskiego. — Warszawa : Druk «Wieku», 1881. — Т. II. — S. 227. (пол.)
- Енциклопедія Української діаспори. — К. — Нью-Йорк — Чикаго — Мельбурн. 1995. — Т. 4. — С.115-116